# دوقلعة براشك
دوقلعة براشك (مقاطعة فريمان) (بالفارسية: دوقلعه براشک) هي قرية تقع في قسم سفيدسنغ الريفي في إيران. يقدر عدد سكانها بـ 149 نسمة .